# Podvrší (Berg)
Der Podvrší (590 m) ist ein Berg im Drahanská vrchovina in Tschechien.

## Lage und Umgebung
Der Podvrší befindet sich fünf Kilometer nordöstlich von Blansko im Drahanská vrchovina. Unmittelbar an der Bergschulter befindet sich der Ortsteil Veselice der Gemeinde Vavřinec. Unmittelbar östlich des Berges breitet sich die durch tiefe Täler, Höhlen und Dolinen geprägte Landschaft des Mährischen Karstes aus.

## Geschichte
Wegen seiner exponierten Lage wurde der Berg in den 1990er Jahren vom tschechischen Mobilfunkbetreiber Eurotel als Standort eines Senders für Richtfunklinienverbindungen vorgesehen. Im Jahre 2001 entstand auf dem Podvrší ein 31 Meter hoher Betonturm mit aufgesetzter Antennenanlage und einer Aussichtsplattform für die Öffentlichkeit. Nach drei Monaten Bauzeit wurde der außergewöhnlich schlanke Turm am 26. Juli 2001 fertiggestellt.

## Aussicht
Vom Turm ist eine sehr umfassende Rundsicht über die Anhöhen des Berglandes nördlich von Brünn möglich. Im Süden sind bei klarer Sicht die Kühltürme des Kernkraftwerkes Dukovany auszumachen.

## Wege zum Gipfel
- Der Podvrší liegt an einem blau markierten Wanderweg, welcher in Blansko beginnt und weiter in Richtung Sloup im Mährischen Karst führt. Eine Abzweigung führt zum Gipfel.
- Ein günstiger Ausgangspunkt für einen Besuch des Podvrší ist auch das Dorf Veselice. Über o. g. Wanderroute ist der Gipfel des Berges in ca. 10 min erreichbar.